# Дикалб (окръг, Джорджия)
Окръг Дикалб (на английски: DeKalb County) е окръг в щата Джорджия, Съединени американски щати. Площта му е 702 km², а населението - 737 093 души. Административен център е град Дикейтър.
Окръг Дикалб е включен към метропол Атланта. Приблизително 10% от територията на градът Атланта е на територията на окръг Дикалб (останалите 90% са на територията на окръг Фултън).